# رود فریزر
رود فریزر بلندترین رود استان بریتیش کلمبیای کاناداست که از گردنه فریزر در نزدیک کوه رابسون در رشته کوههای راکی سرچشمه می گیرد و با گذر ۲۲۱۳ کیلومتری (۱۳۷۵ مایل) در شهر ونکوور به تنگه جورجیا و اقیانوس آرام می ریزد. حجم آبدهی این رود در ثانیه ۳۵۵۰ متر مکعب در ثانیه است.
نام این رود از نام سایمون فریزر رهبر گروه اعزامی شرکت نورث وست از محل کنونی شهر پرنس جورج به دهانه این رود گرفت شده است.